# Ancona Calcio 1992-1993
Questa voce raccoglie le informazioni riguardanti l'Ancona Calcio nelle competizioni ufficiali della stagione 1992-1993.

## Stagione
Nella stagione 1992-93 l'Ancona, dopo la promozione, ha esordito in Serie A allenata dal confermato Vincenzo Guerini. L'epilogo di questo campionato è stato il penultimo posto con 19 punti, davanti solo al Pescara, che sono valsi l'immediata retrocessione in Serie B. L’unica partita da incorniciare è stata la storica vittoria in casa, contro l’Inter, per (3-0). Nella Coppa Italia l'Ancona entra in scena nel secondo turno, ed è estromessa nel doppio confronto con il Genoa.

## Divise e sponsor
Lo sponsor di maglia per la stagione 1992-1993 fu Latte Tre Valli, mentre il fornitore ufficiale di articoli sportivi fu Umbro.
| Casa | Trasferta |

## Organigramma societario
Area direttiva
- Amministratore delegato: Antonio Squillace
- Segretario: Renato Bizzarri

Area tecnica
- Direttore sportivo: Italo Castellani
- Allenatore: Vincenzo Guerini
- Allenatore in 2ª e preparatore atletico: Roberto Cannarozzo

Area sanitaria
- Medico sociale: Remo Gaetti
- Massaggiatore: Gianfranco Lupinelli
- Fisioterapista: Marco Lazzari

## Rosa
| N. |                           | Ruolo | Calciatore          |
| -- | ------------------------- | ----- | ------------------- |
|    | Italia (bandiera)         | P     | Alessandro Nista    |
|    | Italia (bandiera)         | P     | Davide Micillo      |
|    | Italia (bandiera)         | D     | Sean Sogliano       |
|    | Italia (bandiera)         | D     | Salvatore Mazzarano |
|    | Italia (bandiera)         | D     | Roberto Lorenzini   |
|    | Italia (bandiera)         | D     | Andrea Bruniera     |
|    | Italia (bandiera)         | D     | Stefano Fontana     |
|    | Cecoslovacchia (bandiera) | D     | Miloš Glonek        |
|    | Italia (bandiera)         | D     | Felice Centofanti   |
|    | Argentina (bandiera)      | D     | Oscar Ruggeri       |

| N. |                      | Ruolo | Calciatore            |
| -- | -------------------- | ----- | --------------------- |
|    | Italia (bandiera)    | C     | Marco Pecoraro Scanio |
|    | Ungheria (bandiera)  | C     | Lajos Détári          |
|    | Italia (bandiera)    | C     | Sebastiano Vecchiola  |
|    | Italia (bandiera)    | C     | Fabio Lupo            |
|    | Italia (bandiera)    | C     | Massimo Gadda         |
|    | Italia (bandiera)    | C     | Franco Ermini         |
|    | Argentina (bandiera) | C     | Sergio Zárate         |
|    | Italia (bandiera)    | A     | Massimo Agostini      |
|    | Italia (bandiera)    | A     | Nicola Caccia         |
|    | Italia (bandiera)    | A     | Luca Bertarelli       |

## Risultati

### Serie A

#### Girone di andata
| Arbitro: | Nicchi (Arezzo) |

|                                                |           |                   |
| Casagrande 31’, 37’ Gadda 40’ (aut.) Scifo 70’ | Marcatori | 60’ (rig.) Détári |

| Arbitro: | Trentalange (Torino) |

|                       |           |                                               |
| Ermini 37’ Détári 44’ | Marcatori | 21’ Jugović 60’ R. Mancini 76’ (aut.) Ruggeri |

| Arbitro: | Rodomonti (Teramo) |

|                                                                                       |           |            |
| Pecoraro Scanio 20’ (aut.) Di Mauro 34’, 65’ B. Laudrup 39’, 71’ Baiano 50’ Luppi 75’ | Marcatori | 15’ Détári |

| Arbitro: | Luci (Firenze) |

|            |           |            |
| Détári 60’ | Marcatori | 5’ Fonseca |

| Arbitro: | Cardona (Milano) |

|                                                            |           |                                                           |
| Signorini 15’ Sogliano 25’ (aut.) Skuhravý 35’, 72’ (rig.) | Marcatori | 16’ (aut.) Signorini 36’ Détári 80’ Sogliano 84’ Agostini |

| Arbitro: | Fucci (Salerno) |

|                                           |           |  |
| A. Melli 48’ Pizzi 51’ (rig.) Minotti 88’ | Marcatori |  |

| Arbitro: | Felicani (Bologna) |

|                            |           |  |
| Zárate 6’, 33’ Ruggeri 90’ | Marcatori |  |

| Arbitro: | Merlino (Torre del Greco) |

|                                                             |           |                |
| D. Baggio 20’ De Marchi 26’ Di Canio 37’ R. Baggio 68’, 86’ | Marcatori | 64’ Centofanti |

| Arbitro: | Cesari (Genova) |

|                                            |           |          |
| Agostini 11’, 71’, 84’ Détári 37’ Lupo 46’ | Marcatori | 41’ Hagi |

| Arbitro: | Bazzoli (Merano) |

|                           |           |         |
| Comi 67’ A. Carnevale 90’ | Marcatori | 9’ Lupo |

| Arbitro: | Collina (Viareggio) |

|  |           |              |
|  | Marcatori | 13’ Firicano |

| Arbitro: | Bettin (Padova) |

|                          |           |  |
| Détári 20’, 75’ Lupo 83’ | Marcatori |  |

| Arbitro: | Boggi (Salerno) |

|                |           |  |
| Papin 14’, 51’ | Marcatori |  |

| Arbitro: | Chiesa (Milano) |

|  |           |                                  |
|  | Marcatori | 69’ Fuser 85’ Signori 87’ Winter |

| Arbitro: | Baldas (Trieste) |

|                                                         |           |                                     |
| Dunga 4’ Allegri 10’ (rig.) Borgonovo 34’ Palladini 84’ | Marcatori | 43’ (rig.) Détári 45’, 48’ Agostini |

| Arbitro: | Ceccarini (Livorno) |

|               |           |  |
| Vecchiola 47’ | Marcatori |  |

| Arbitro: | Rosica (Roma) |

|                          |           |              |
| Rambaudi 21’ Montero 90’ | Marcatori | 73’ Agostini |

#### Girone di ritorno
| Arbitro: | Boggi (Salerno) |

|  |           |              |
|  | Marcatori | 67’ P. Poggi |

| Arbitro: | Chiesa (Milano) |

|                                       |           |              |
| Jugović 10’ Chiesa 84’ R. Mancini 85’ | Marcatori | 8’ Vecchiola |

| Arbitro: | Mughetti (Cesena) |

|                          |           |            |
| Agostini 45’, 69’ (rig.) | Marcatori | 56’ Baiano |

| Napoli 28 febbraio 1993 21ª giornata | Napoli             | 0 – 0 | Ancona | Stadio San Paolo\| Arbitro: \| Fabricatore (Roma) \| |
| Arbitro:                             | Fabricatore (Roma) |       |        |                                                      |

| Ancona 7 marzo 1993 22ª giornata | Ancona             | 0 – 0 | Genoa | Stadio Del Conero\| Arbitro: \| Sguizzato (Verona) \| |
| Arbitro:                         | Sguizzato (Verona) |       |       |                                                       |

| Arbitro: | Racalbuto (Gallarate) |

|              |           |              |
| Sogliano 37’ | Marcatori | 88’ A. Melli |

| Arbitro: | Felicani (Bologna) |

|          |           |  |
| Seno 34’ | Marcatori |  |

| Arbitro: | Fabricatore (Roma) |

|  |           |                 |
|  | Marcatori | 29’ Júlio César |

| Arbitro: | Arena (Ercolano) |

|              |           |          |
| M. Rossi 45’ | Marcatori | 68’ Lupo |

| Arbitro: | Rodomonti (Teramo) |

|          |           |                     |
| Lupo 62’ | Marcatori | 60’ (rig.) Giannini |

| Arbitro: | Borriello (Mantova) |

|                                       |           |  |
| Oliveira 25’ Firicano 46’ Moriero 72’ | Marcatori |  |

| Arbitro: | Quartuccio (Torre Annunziata) |

|                          |           |  |
| Bergomi 8’ Sosa 27’, 56’ | Marcatori |  |

| Arbitro: | Rodomonti (Teramo) |

|               |           |                                           |
| Vecchiola 59’ | Marcatori | 20’ Rijkaard 37’ Van Basten 46’ Albertini |

| Arbitro: | Dinelli (Lucca) |

|                                                   |           |  |
| Cravero 26’ Fuser 49’ Riedle 71’ Signori 89’, 90’ | Marcatori |  |

| Arbitro: | Franceschini (Bari) |

|                                                |           |                                       |
| Agostini 7’, 26’, 51’ Vecchiola 40’ Ermini 87’ | Marcatori | 18’ Sivebæk 42’ Palladini 81’ Allegri |

| Arbitro: | Beschin (Legnago) |

|                          |           |  |
| Koźmiński 36’ Calori 65’ | Marcatori |  |

| Arbitro: | Dinelli (Lucca) |

|  |           |                      |
|  | Marcatori | 47’, 66’ (rig.) Ganz |

### Coppa Italia

#### Secondo turno
| Arbitro: | Baldas (Trieste) |

|                       |           |                  |
| Ermini 24’ Détári 72’ | Marcatori | 29’ Van 't Schip |

| Arbitro: | Luci (Firenze) |

|                                                                          |           |              |
| Branco 66’ Dobrovol'skij 73’ (rig.), 93’ Iorio 108’ Padovano 110’ (rig.) | Marcatori | 49’ Agostini |

## Statistiche

### Statistiche di squadra
| Competizione | Punti | In casa | In casa | In casa | In casa | In casa | In casa | In trasferta | In trasferta | In trasferta | In trasferta | In trasferta | In trasferta | Totale | Totale | Totale | Totale | Totale | Totale | DR  |
| Competizione | Punti | G       | V       | N       | P       | Gf      | Gs      | G            | V            | N            | P            | Gf           | Gs           | G      | V      | N      | P      | Gf     | Gs     | DR  |
| ------------ | ----- | ------- | ------- | ------- | ------- | ------- | ------- | ------------ | ------------ | ------------ | ------------ | ------------ | ------------ | ------ | ------ | ------ | ------ | ------ | ------ | --- |
| Serie A      | 19    | 17      | 6       | 4       | 7       | 25      | 22      | 17           | 0            | 3            | 14           | 14           | 48           | 34     | 6      | 7      | 21     | 39     | 73     | −34 |
| Coppa Italia |       | 1       | 1       | 0       | 0       | 2       | 1       | 2            | 0            | 0            | 1            | 1            | 5            | 2      | 1      | 0      | 1      | 3      | 6      | −3  |
| Totale       | -     | 18      | 7       | 4       | 7       | 27      | 23      | 18           | 0            | 3            | 15           | 15           | 53           | 36     | 7      | 7      | 22     | 42     | 79     | −37 |

### Statistiche dei giocatori[3]
| Giocatore          | Serie A  | Serie A | Serie A     | Serie A    | Coppa Italia | Coppa Italia | Coppa Italia | Coppa Italia | Totale   | Totale | Totale      | Totale     |
| Giocatore          | Presenze | Reti    | Ammonizioni | Espulsioni | Presenze     | Reti         | Ammonizioni  | Espulsioni   | Presenze | Reti   | Ammonizioni | Espulsioni |
| ------------------ | -------- | ------- | ----------- | ---------- | ------------ | ------------ | ------------ | ------------ | -------- | ------ | ----------- | ---------- |
| M. Agostini        | 33       | 12      | ?           | ?          | 2            | 1            | ?            | ?            | 35       | 13     | ?           | ?          |
| L. Bertarelli      | 2        | 0       | ?           | ?          | -            | -            | -            | -            | 2        | 0      | 0+          | 0+         |
| A. Bruniera        | 27       | 0       | ?           | ?          | 2            | 0            | ?            | ?            | 29       | 0      | ?           | ?          |
| N. Caccia          | 26       | 0       | ?           | ?          | 1            | 0            | ?            | ?            | 27       | 0      | ?           | ?          |
| F. Centofanti      | 18       | 1       | ?           | ?          | -            | -            | -            | -            | 18       | 1      | 0+          | 0+         |
| L. Détári          | 32       | 9       | ?           | ?          | 2            | 1            | ?            | ?            | 34       | 10     | ?           | ?          |
| F. Ermini          | 14       | 2       | ?           | ?          | 2            | 1            | ?            | ?            | 16       | 3      | ?           | ?          |
| S. Fontana         | 24       | 0       | ?           | ?          | 2            | 0            | ?            | ?            | 26       | 0      | ?           | ?          |
| M. Gadda           | 18       | 0       | ?           | ?          | 2            | 0            | ?            | ?            | 20       | 0      | ?           | ?          |
| M. Glonek          | 23       | 0       | ?           | ?          | -            | -            | -            | -            | 23       | 0      | 0+          | 0+         |
| R. Lorenzini       | 27       | 0       | ?           | ?          | 2            | 0            | ?            | ?            | 29       | 0      | ?           | ?          |
| F. Lupo            | 23       | 5       | ?           | ?          | 2            | 0            | ?            | ?            | 25       | 5      | ?           | ?          |
| S. Mazzarano       | 29       | 0       | ?           | ?          | -            | -            | -            | -            | 29       | 0      | 0+          | 0+         |
| D. Micillo         | 8        | -14     | ?           | ?          | -            | -            | -            | -            | 8        | -14    | 0+          | 0+         |
| A. Nista           | 26       | -59     | ?           | ?          | 2            | -6           | ?            | ?            | 28       | -65    | ?           | ?          |
| M. Pecoraro Scanio | 32       | 0       | ?           | ?          | 2            | 0            | ?            | ?            | 34       | 0      | ?           | ?          |
| O. Ruggeri         | 7        | 1       | ?           | ?          | 2            | 0            | ?            | ?            | 9        | 1      | ?           | ?          |
| S. Sogliano        | 29       | 2       | ?           | ?          | -            | -            | -            | -            | 29       | 2      | 0+          | 0+         |
| S. Vecchiola       | 26       | 4       | ?           | ?          | 1            | 0            | ?            | ?            | 27       | 4      | ?           | ?          |
| S. Zárate          | 11       | 2       | ?           | ?          | 2            | 0            | ?            | ?            | 13       | 2      | ?           | ?          |